# Corceles de los Æsir
Los corceles de los Æsir son los caballos que cabalgan los dioses de la mitología nórdica y se mentan en Grímnismál y Gylfaginning:

## Grímnismál
El poema Grímnismál cita los nombres de los caballos: 
Glad y Gyllir,
Gler y Skeidbrimir,
Sillfrintopp y Sinir,
Gisl y Falhofnir,
Gulltopp y Lettfeti;
sobre estos corceles los Æsir
cabalgan a diario,
cuando se dirigen al consejo,
en el fresno de Yggdrasil.

—Grímnismál (30)

## Gylfaginning
Snorri Sturluson parafrasea esta estrofa en Gylfaginning:
Cada día los Æsir cabalgan sobre Bifröst, que también se le llama el puente de los Æsir. Estos son los nombres de sus corceles: Sleipnir el mejor, que tiene Odín; tiene ocho patas. El segundo es Gladr (brillante), el tercero Gyllir, el cuarto Glenr, el quinto Skeidbrimir (el que galopa veloz), el sexto Silfrintoppr (corcel plateado), el séptimo Sinir (tendón recio), el octavo Gisl, el noveno Falhófnir (corcel lanudo), el décimo Gulltoppr (corcel dorado), el undécimo Léttfeti (pie ligero). El caballo de Baldr ardió con él; y Thor camina hacia el juicio.

—Gylfaginning (15),
Aparte de Sleipnir, el corcel de ocho patas de Odín, y Gulltoppr, que pertenece a Heimdal según la Edda prosaica, no se conocen más detalles, ni siquiera sobre sus propietarios. Los nombres también aparecen en þulur.
Otros caballos también se mencionan en diversas fuentes: 
- Arvak y Alsvid, los corceles que arrastran el carro de la personificación del Sol.
- Blóðughófi, que pertenece a Freyr (según Kálfsvísa)
- Gullfaxi aparece en Skáldskaparmál (17), que perteneció a Hrungnir, pero fue regalado a Magni por su padre, el dios Thor, tras matar al jotun.
- Hofvarpnir, sobre la que cabalga Gna (Gylfaginning, 35).
- Skinfaxi y Hrímfaxi, que pertenecen a Dagr (Día) y Nótt (Noche).
- Svaðilfari, un semental que se apareó con Loki (disfrazado de yegua) y engendró a Sleipnir.